# Takanori Ebina
Takanori Ebina (7 maggio 1991) è un fondista giapponese.

## Biografia
Ebina, originario di Sapporo e attivo dal dicembre del 2008, ha esordito in Coppa del Mondo il 13 febbraio 2016 anno a Falun in una 10 km (82º) e ai Campionati mondiali a Planica 2023, dove si è classificato 53º nella sprint, 57º nello skiathlon, 16º nella sprint a squadre e 10º nella staffetta; non ha preso parte a rassegne olimpiche.

## Palmarès

### Coppa del Mondo
- Miglior piazzamento in classifica generale: 180º nel 2023